# Vestre Hesthagen
Vestre Hesthagen est une île norvégienne dans le comté de Hordaland. Elle appartient administrativement à Austevoll.

## Géographie
Rocheuse et désertique à l'exception de quelques arbres en son centre, à fleur d'eau, elle s'étend sur environ 73 m de longueur pour une largeur approximative de 90 m. 